# Le Frappement du rocher
Le Frappement du rocher est une gravure sur cuivre au burin réalisée par Georges Reverdy en 1531, mesurant 12 cm sur 17,5 cm. Il existe plusieurs versions conservées à Budapest, à Londres, à Oxford, à Rome, à San Francisco, à Zurich et à Paris à la BnF. 
Elle représente Moïse, devant une quinzaine de figurants, qui tend un bâton sur un rocher où une source d'eau jaillit. C'est l'une des premières œuvres de Georges Reverdy.